# Melhores do Ano (Diário Popular)
“Os Melhores do Ano” foi uma tradicional edição especial, de periodicidade anual, editada pelo extinto jornal Diário Popular, onde eram selecionados personalidades e empresas que se destacavam ao longo do ano corrente em diversos setores da sociedade, como: política, esportes, cultura, comunicação, entre outras, e ações de responsabilidade social e ambiental, envolvendo paranaenses e pessoas que contribuem para o desenvolvimento do Paraná. 
A primeira edição deste suplemento especial do Diário Popular ocorreu em 1968 e desde então inúmeros políticos, empresários, governadores, profissionais liberais, atletas, advogados, empreendedores e filantropos já integraram a galeria dos Melhores do Ano.
A definição dos escolhidos era de responsabilidade de uma comissão formada por jornalistas, colunistas, profissionais de marketing e formadores de opinião, bem como representantes da sociedade civil organizada.
Com a extinção do Diário Popular, em agosto de 2010, houve a interrupção deste homenagem.